# آرون نیمزوویچ
آرون نیمزوویچ (۷ نوامبر ۱۸۸۶ در ریگا، جمهوری لتونی، امپراتوری روسیه - ۱۶ مارس ۱۹۳۵ در کپنهاگ، دانمارک) شطرنج‌باز، نویسنده و نظریه‌پرداز بسیار تأثیرگذار شطرنج یهودی آلمانی‌زبان لتونی‌زادهٔ [در اواخر عمر] تبعهٔ دانمارک بود. وی شخصیت پیشرو در مکتب هایپرمدرن شطرنج شمرده می‌شود.
نیمزوویچ در زمان خود از بهترین شطرنج‌بازان جهان به حساب می‌آمد، اما اهمیت وی بیشتر به لحاظ نوشته‌ها و نظریات وی است که برخی از آن‌ها امروز مورد پذیرش عامهٔ شطرنج‌بازان قرار دارد. از مهمترین ایده‌های وی می‌توان به ترجیح کنترل خانه‌های مرکزی با سوارها به جای روش سنتی اشغال آن‌ها با پیاده‌ها، بیش‌محافظت (از یک خانه یا مهره)، بازی پیشگیرانه با هدف خنثی‌سازی نقشه‌های حریف، گسترش فیل‌ها به روش فیانچتو، استفاده از ستون‌های باز و حمله به عرض هفتم اشاره کرد.